# ام۴ (متروی استانبول)
ام۴ (ترکی استانبولی: M4 Kadıköy–Tavşantepe metro hattı) یکی از خطوط متروی استانبول است.
این خط که در سال ۲۰۱۲ تأسیس شده دارای ۱۹ ایستگاه و ۲۶٫۵ کیلومتر طول است.

## نگارخانه

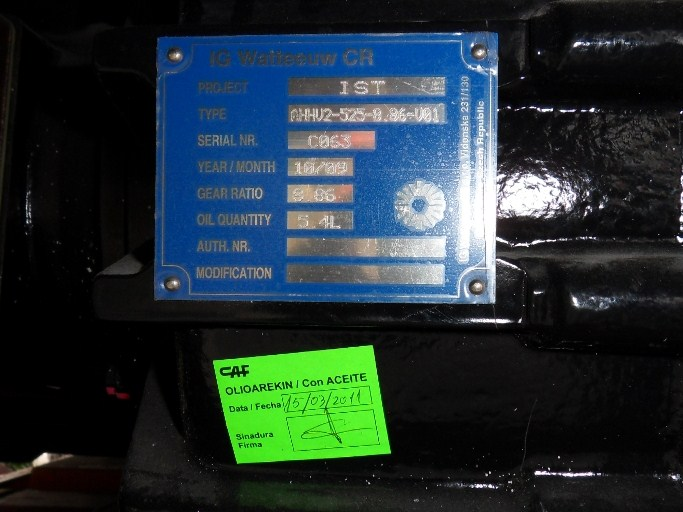
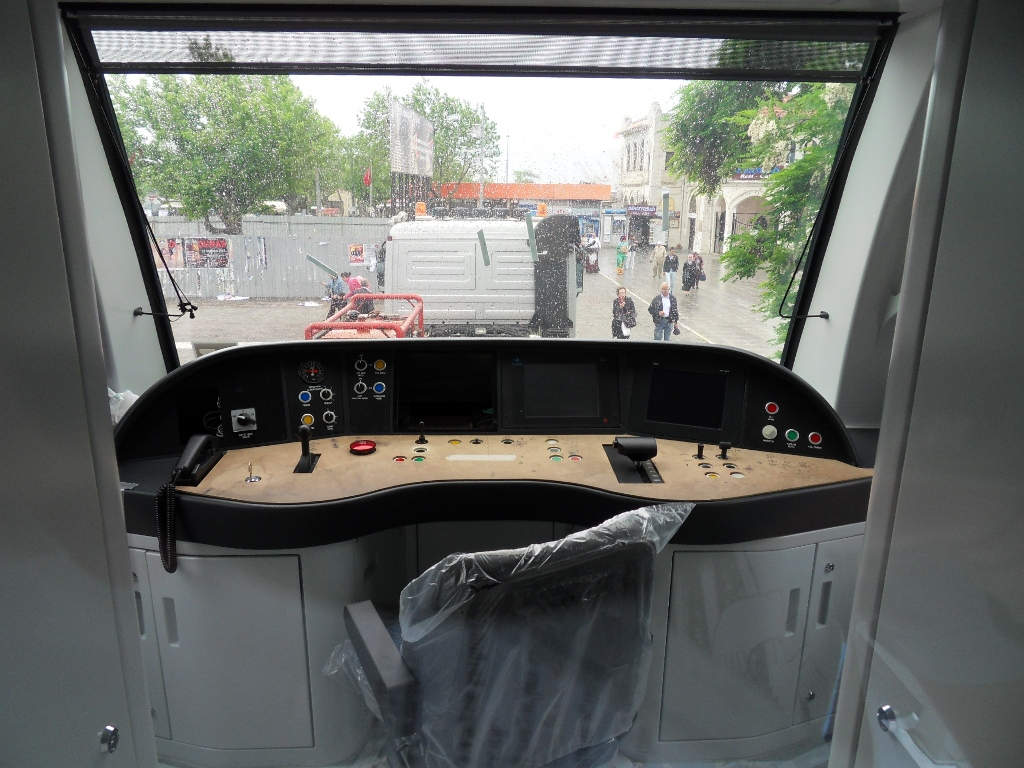
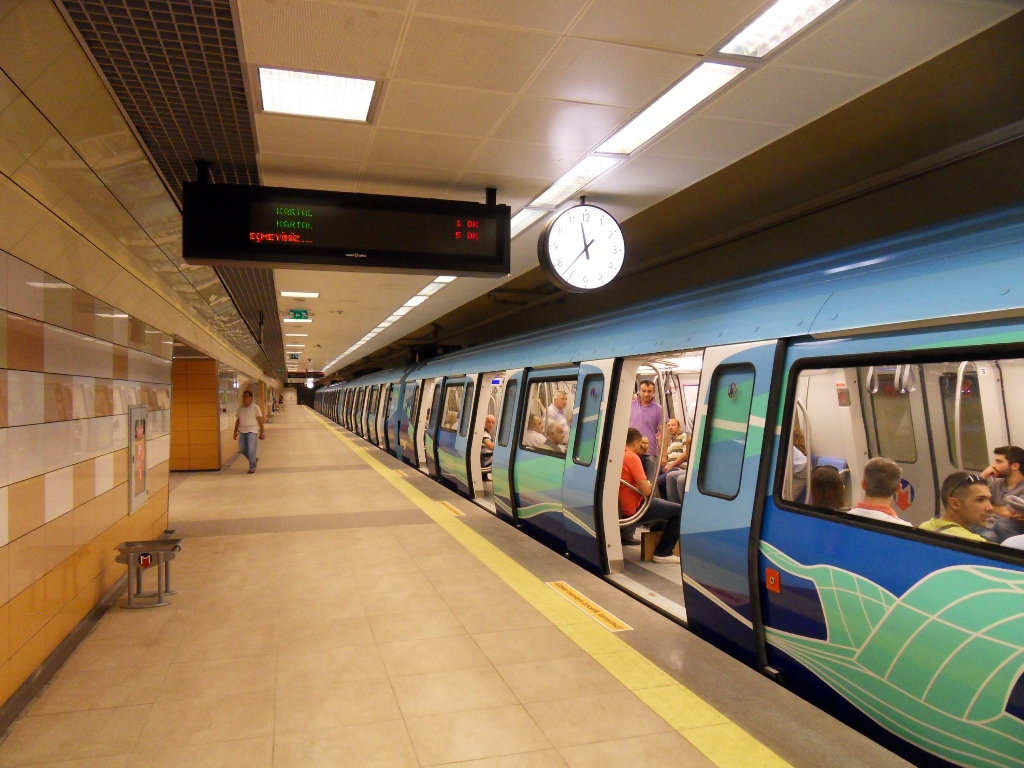
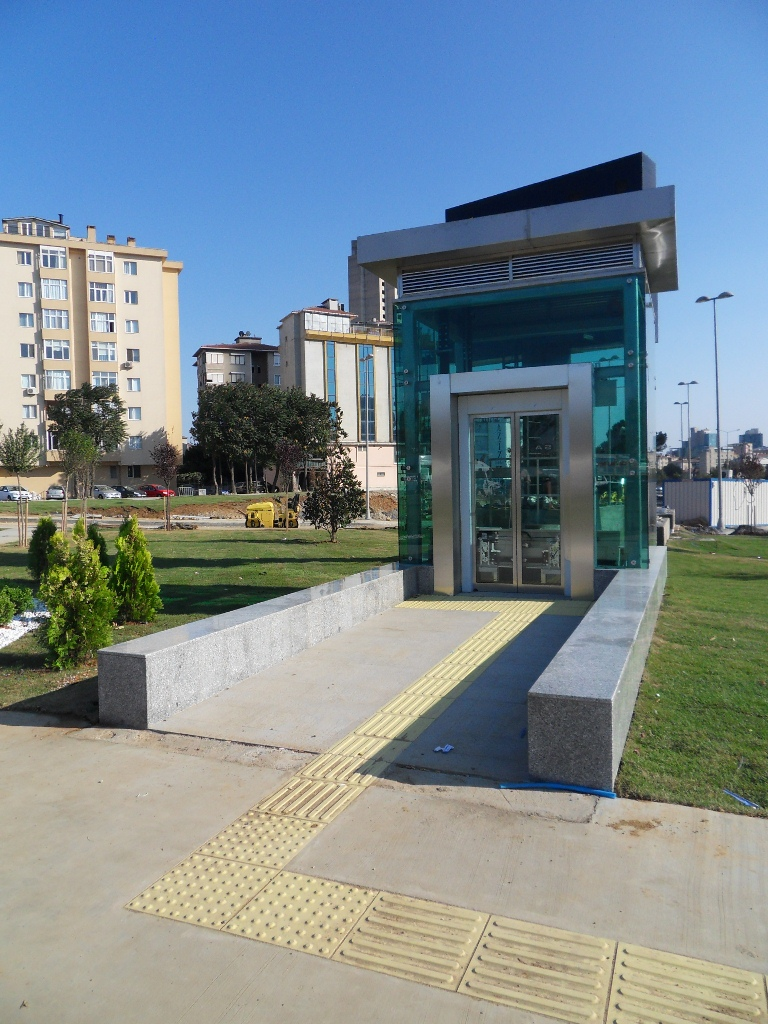
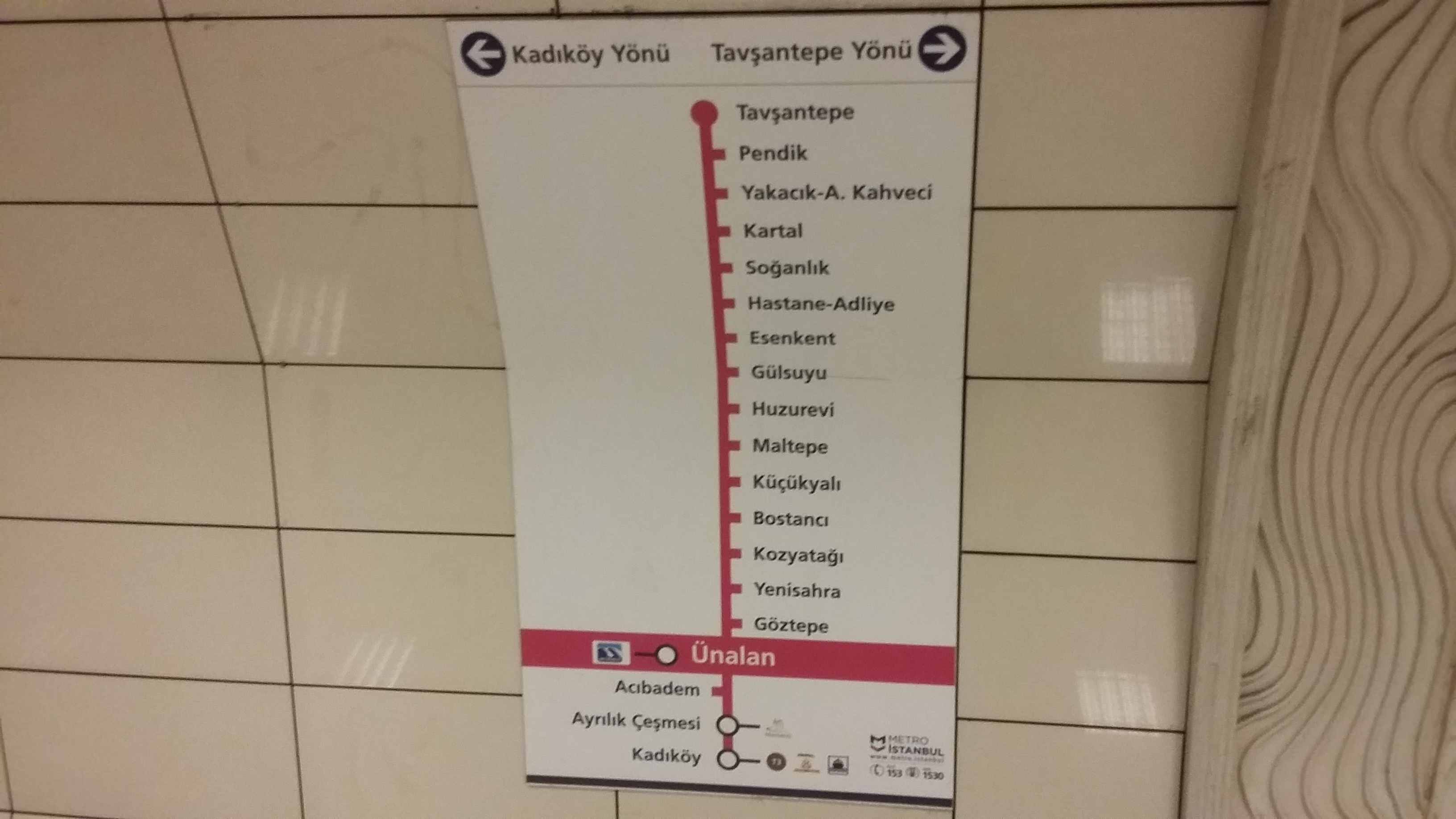
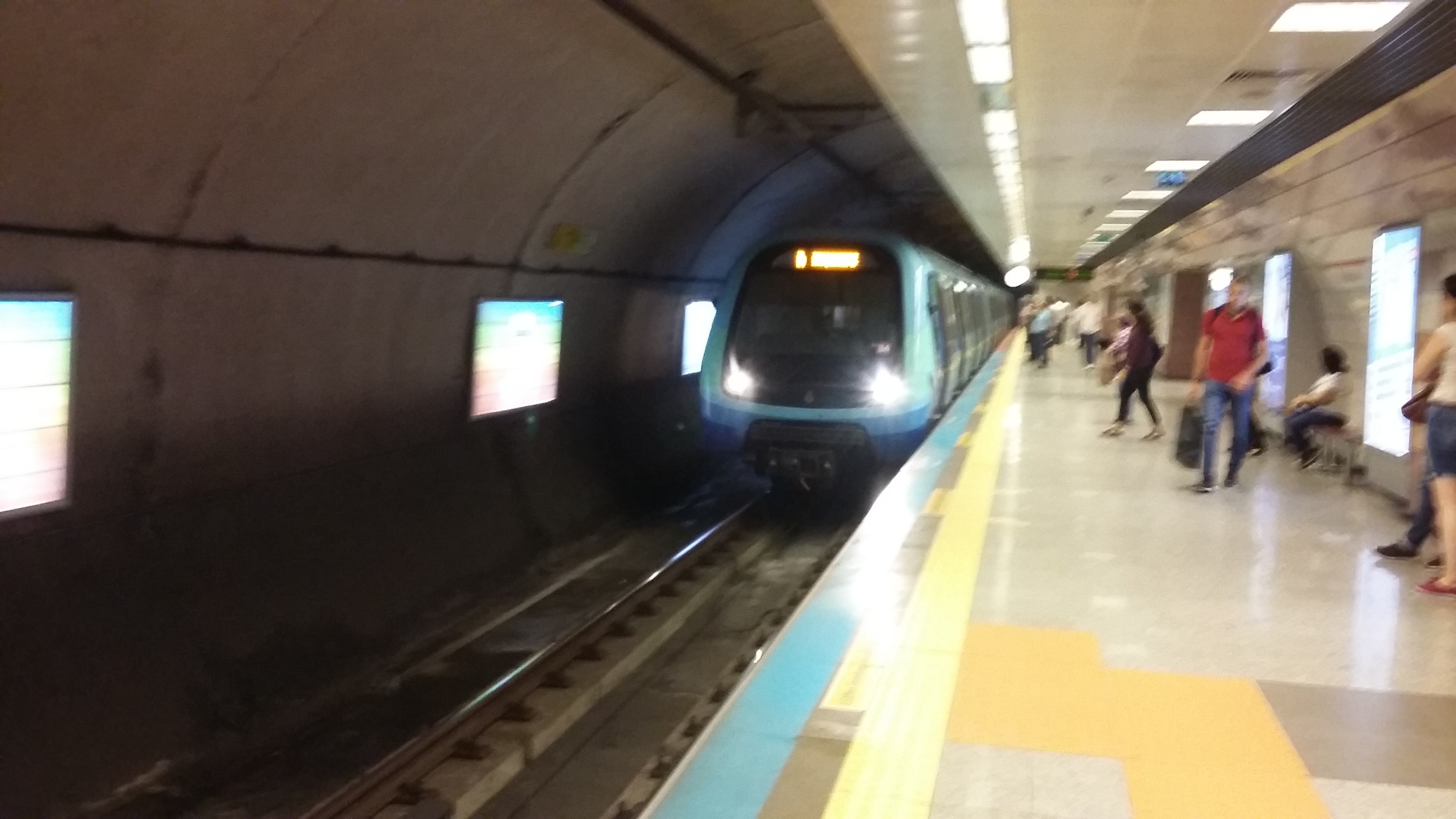